# Anodorhynchus hyacinthinus
L'ara giacinto (Anodorhynchus hyacinthinus Latham, 1790) è un pappagallo della famiglia Psittacidae, originario del Sudamerica centrale e orientale.
Nonostante sia facilmente riconoscibile, può essere confusa con la più rara e piccola ara indaco (Anodorhynchus leari).
La sua popolarità tra gli animali da compagnia è una delle cause principali alla base del declino delle popolazioni selvatiche.

## Descrizione
L'ara giacinto è lunga 100 cm e pesa 1,5–2 kg. L'apertura alare è di 120–140 cm. È quasi completamente azzurra, ma sotto le ali è di colore nero. Ha un grosso becco nero con delle zone di pelle nuda color giallo brillante lungo i margini del ramo inferiore; altre zone di pelle nuda gialla circondano gli occhi. La femmina e il maschio sono quasi indistinguibili, ma la femmina è leggermente più gracile.

## Biologia

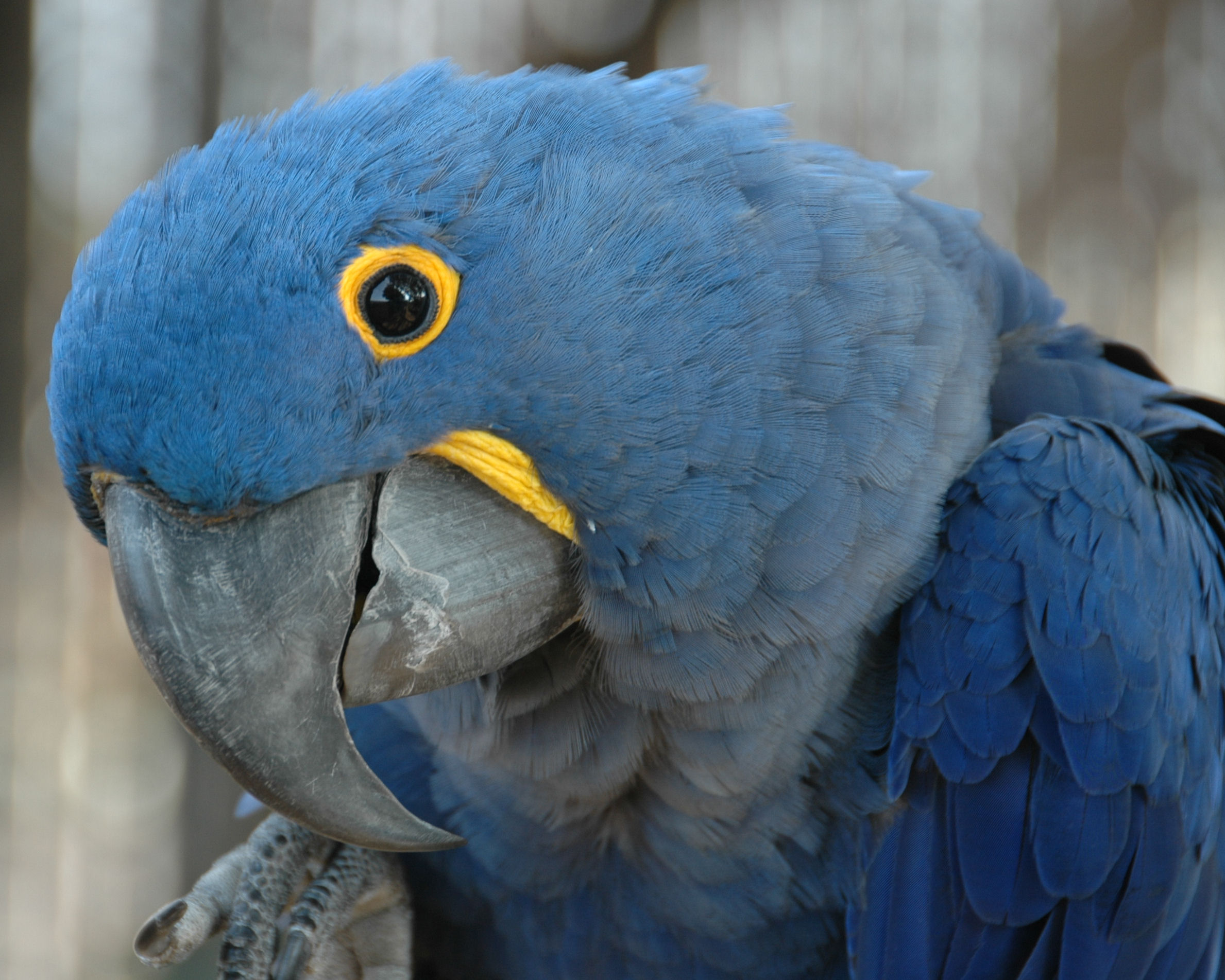
Primo piano di un'ara giacinto.

### Alimentazione
L'ara giacinto ha un becco molto robusto che le consente di procurarsi i suoi alimenti abituali, costituiti dal gheriglio di Noce e semi dal duro involucro. Il suo becco è in grado perfino di frantumare una noce di cocco e le noci di macadamia. Inoltre, questa ara si nutre anche di frutta e di altre sostanze vegetali. Tra i suoi cibi preferiti vi sono anche i pinoli.

### Riproduzione
Questo uccello nidifica nelle cavità naturali degli alberi. Ogni covata è composta da una o due uova, ma di solito sopravvive un unico pulcino, dal momento che il secondo uovo si schiude quasi sempre alcuni giorni dopo il primo e il piccolo che vi sguscia non è in grado di competere per il cibo con il primogenito. I giovani rimangono con i genitori fino all'età di tre mesi. Divengono completamente maturi e in grado di riprodursi a sette anni. Le uova vengono predate regolarmente da Corvidi, opossum, e (più spesso) tucani. Tuttavia, per fortuna, gli adulti non hanno predatori naturali.

## Distribuzione e habitat

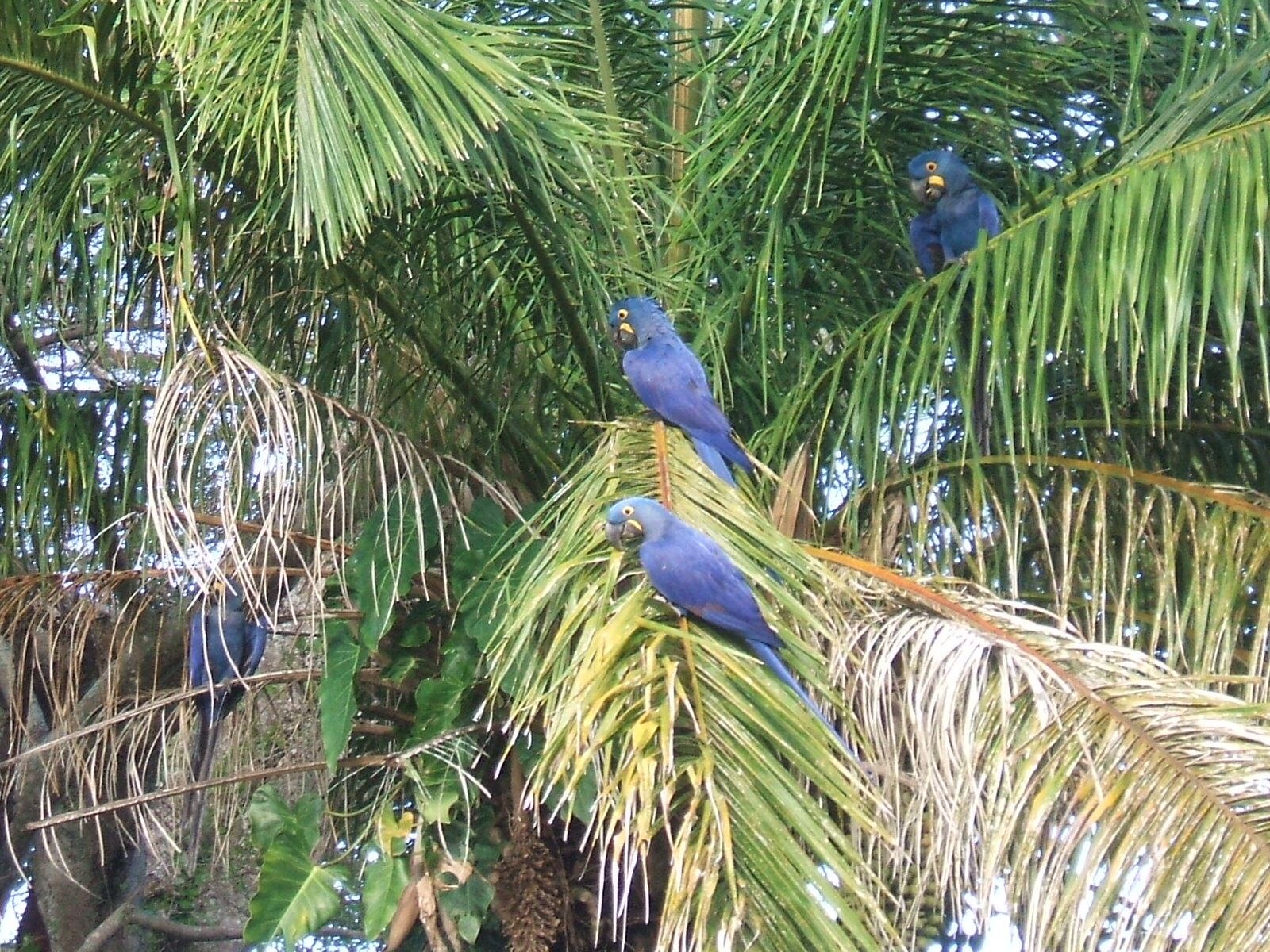
Are giacinto nel loro habitat naturale, il Pantanal, Brasile.

L'ara giacinto sopravvive oggi in Sudamerica in tre aree principali: la regione brasiliana del Pantanal e le regioni della Bolivia orientale e del Paraguay nord-orientale ad essa adiacenti, la regione del Cerrado, nell'entroterra del Brasile orientale (Maranhão, Piauí, Bahia, Tocantins, Goiás, Mato Grosso e Minas Gerais) e nelle aree relativamente aperte associate al corso dei fiumi Tocantins, Xingu e Tapajós, nonché sull'isola di Marajó, ai margini orientali del Bacino Amazzonico, in Brasile. È probabile che popolazioni più piccole e frammentate sopravvivano anche in altre aree. L'ara giacinto predilige le paludi di palme, le aree boschive ed altri habitat boschivi semi-aperti. Solitamente evita la fitta foresta pluviale e nelle regioni dominate da questo habitat il suo areale si riduce generalmente ai suoi margini o ad aree relativamente aperte (ad esempio lungo i fiumi principali).

## Conservazione

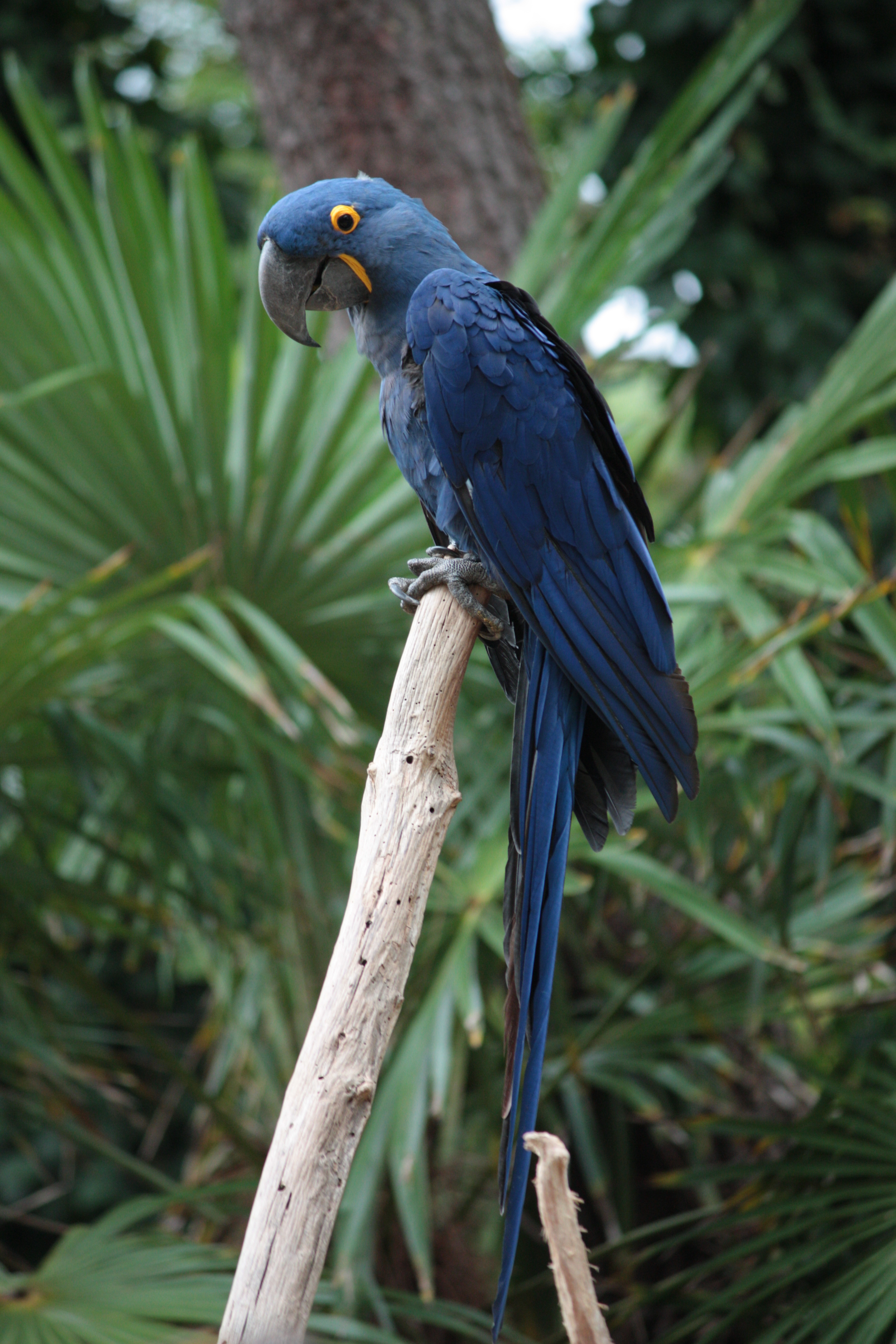
Un esemplare allo Zoo di La Palmyre, Francia.

Le numerose catture per alimentare il traffico degli uccelli da voliera e la deforestazione hanno portato l'ara giacinto vicina all'estinzione. Gli incendi che gli allevatori appiccano ogni anno all'erba possono distruggere gli alberi dove questa specie nidifica; inoltre, le regioni un tempo occupate dall'ara giacinto non sono più favorevoli alla sua sopravvivenza, dato che vi sorgono ora fattorie, dighe idroelettriche e piantagioni. In passato, in alcune zone, la specie veniva cacciata anche a scopo alimentare, mentre gli indios Kayapo della tribù dei Gorotire, nel Brasile centro-meridionale, ne utilizzano le penne per confezionare copricapi ed altri oggetti d'artigianato. Nonostante il numero delle are giacinto sia enormemente diminuito, questi uccelli sono sempre abbastanza comuni nella regione brasiliana del Pantanal, dove è in opera un apposito progetto di conservazione, il Hyacinth Macaw Project; gli uomini del progetto hanno posizionato vari nidi artificiali e intrapreso campagne di informazione e, grazie alla loro opera, ora molti proprietari di fattorie proteggono le are che vivono sulle loro terre.
Al Parc des Oiseaux, in Francia, sono rappresentate trecento specie di uccelli e una collezione di 3.000 alati provenienti da tutti i continenti, tra cui alcuni esemplari di ara giacinto.
Un altro programma di conservazione, sponsorizzato da BioBrasil e dal World Wildlife Fund, viene portato avanti anche dallo Zoo del Minnesota.